# Masatomo Taniguchi
Masatomo Taniguchi (* 6. Februar 1946 in Tokio; † 3. Mai 2021 in Toride) war ein japanischer Basketballspieler.

## Biografie
Masatomo Taniguchi spielte während seiner Zeit als Student an der Chūō-Universität für das Hochschulteam. Nach seinem Abschluss war er zwischen 1968 und 1976 für Nippon Kokan aktiv.
Mit der Japanischen Nationalmannschaft nahm er an den Sommer-Universiaden 1965 und 1970 teil. Bei den Asienspielen 1970 gewann er mit dem japanische Team die Bronzemedaille. Im Folgejahr wurde er nach 1965 mit der japanischen Mannschaft Asiatischer Meister. Bei den Olympischen Sommerspielen 1972 war Taniguchi mit 191 Punkten in 9 Spielen der Spieler mit den am meisten geworfenen Körben des Turniers.
Nach seiner aktiven Laufbahn wurde er Geschäftsführer der Japan Basketball Association.
Im 3. Mai 2021 starb Taniguchi an Bauchspeicheldrüsenkrebs.